# Alfa del Burí
Alfa del Burí (α Caeli) és l'estrella més brillant de la constel·lació del Burí amb magnitud aparent +4,44. Es troba a 66 anys llum de distància del sistema solar.
Alfa Caeli és una estrella binària els components de la qual, separades visualment 6 segons d'arc, són una estrella groga de la seqüència principal i tipus espectral F2V, i una tènue nana roja de magnitud +12,5 i tipus M0.5V. L'estrella groga principal, Alfa Caeli A, té una temperatura efectiva de 7100 K i és 5,2 vegades més lluminosa que el Sol. Amb un ràdio un 50% major que el ràdio solar, els seus paràmetres són similars a η Corvi, encara que a diferència d'aquesta última, Alfa Caeli és una estrella que ha estat poc estudiada. El període de rotació d'ambdues estrelles és també semblant i molt més curt que el del Sol, ja que Alfa Caeli completa un gir cada 1,4 dies -com a màxim-, mentre que el Sol empra 27 dies en fer-lo.